# Sehnsucht (álbum de Lacrimosa)
Sehnsucht es el décimo trabajo discográfico de la agrupación alemana Lacrimosa, publicado el 8 de mayo de 2009. Igual que los demás álbumes de Lacrimosa, Sehnsucht pertenece al sello discográfico Hall of Sermon, creado por Tilo Wolff para la producción de sus materiales discográficos.
Sehnsuch se caracteriza por la implementación muy clara de trompetas y por tener un sonido más pesado que el disco anterior, además de ser el único álbum que cuenta con 10 canciones en lugar de 8, y no tiene las características canciones de larga duración. Cabe destacar el arte del álbum, en él, el arlequín representa la canción "Feuer", prendiendo fuego al recuerdo de una decepción amorosa con la forma de una figura femenina (que fue representada en Satura) montando un caballo negro, representación de la muerte.
Poco antes del lanzamiento de "Sehnsucht" se lanzaron a la venta dos EP:
- En Rusia, "I Lost my Star", que contiene 4 canciones, un fragmento en ruso y un archivo multimedia.
- En Alemania, "Feuer", con 3 canciones.[4]

Para el tour latinoamericano en 2009 fue publicado un EP más:
- En México, "Mandira Nabula", con 3 canciones, incluido exclusivamente en el Boxset The Singles.

Para este álbum fueron publicadas 3 ediciones:

## Lista de canciones

### Sehnsucht
1. "Die Sehnsucht in mir" - La Nostalgia en mí (8:03)
2. "Mandira Nabula" - Mandira Nabula (5:17)
3. "A.u.S.(Alles Unter Schmerzen)" - Todo bajo dolor (6:50)
4. "Feuer" - Fuego (4:33)
5. "A prayer for your heart" - Una oración para tu corazón (5:13)
6. "I lost my star in Krasnodar" - Perdí mi estrella en Krasnodar (5:39)
7. "Die Taube" - La Paloma (7:28)
8. "Call me with the voice of love" - Llámame con la voz del amor (3:36)
9. "Der tote Winkel" - La mancha muerta (5:23)
10. "Koma" - Coma (7:46)

### Sehnsucht (Special Edition)
1. "Die Sehnsucht in mir"
2. "Mandira Nabula (Special Version)"
3. "A.u.S.(Alles Unter Schmerzen) (Special Version)"
4. "Feuer"
5. "A prayer for your heart"
6. "I lost my star in Krasnodar (Special Version)"
7. "Die Taube"
8. "Call me with the voice of love (Special Version)"
9. "Der tote Winkel (Special Version)"
10. "Koma (Special Version)"

Si pueden notar, en esta edición, 6 temas de los 10 son alternativas, más compuestas y extendidas, También que en esta edición su totalidad está impreso a color y fue lanzado el mismo día que la edición normal.

### Sehnsucht (Double Pack)

#### CD1
1. "Die Sehnsucht in mir"
2. "Mandira Nabula"
3. "A.u.S.(Alles Unter Schmerzen)"
4. "Feuer"
5. "A prayer for your heart"
6. "I lost my star in Krasnodar"
7. "Die Taube"
8. "Call me with the voice of love"
9. "Der tote Winkel"
10. "Koma"

#### CD2
1. "I Lost My Star in Krasnodar (Special Version)"
2. "Durch Nacht & Flut (Single Version)"
3. "Durch Nacht & Flut"
4. "Und Du Fällst"
5. "Komet (Secret Discovery Remix)"
6. "Durch Nacht & Flut (Zeromancer Remix)"
7. "Not Every Pain Hurts (Sabotage Q.C.Q.C. Remix)"

En esta edición el CD 1 es la versión normal y el CD 2 es el sencillo del álbum Echos "Durch Nacht und Flut", variando la posición de las canciones.

## Sencillos

### I Lost my Star inKrasnodar
es el primer sencillo desprendido de “Sehnsucht”, fue representado por el EP "I Lost my Star" exclusivo para Rusia por Irond.
Su listado de canciones incluye:
1. «I Lost my Star (Russian Version)» - 5:52
2. «I Lost my Star (Single Version)» - 5:36
3. «The Last Millenium» - 5:29
4. «Siehst du mich im Licht? (Live)» - 5:26
5. «Impresionen (Multimedia Track)»

### Feuer
es el segundo sencillo desprendido de “Sehnsucht”, representado por el EP del mismo nombre y un polémico y pésimo video hecho por Producciones Abysmo en Chile. Tilo Wolff demandó a la productora multimedia por haber realizado cambios drásticos en el videoclip sin su autorización, finalmente solucionaron sus conflictos mediante transacciones de un monto desconocido.
Su listado de canciones incluye:
1. «Feuer» - 4:33
2. «I Lost my Star in Krasnodar (Single Version)» - 5:36
3. «The Last Millenium» - 5:29

### Mandira Nabula
es el tercer y último sencillo desprendido de “Sehnsucht”, fue lanzado en exclusiva para México con motivo de la gira de 2009, el sencillo se puede encontrar únicamente en el Boxset "THE SINGLES" de Scarecrow.
Su listado de canciones incluye:
1. «Mandira Nabula» - 5:17
2. «Mandira Nabula (Special Version)» - 5:35
3. «Lichtgestallt (Live)» - 5:28